# Ђомла
Младен Каназир (Нови Сад, 1995), познатији као Ђомла или Маки, јесте српски репер, битмејкер и музички продуцент. Члан је реп и алтернативне групе Клика и подгрупе Бекфлеш. Регионално је постао познат по сингловима подгрупе Бекфлеш („Нови С́ад”, „Ако хумрем данас бебо”, „100% човек”) групе „Клика” („Браћа Дијаз”, „666”).

## Биографија
Младен Каназир је рођен у Новом Саду, у СР Југославији (данашња Србија), 1995. године. Живи у новосадском насељу Грбавица.

## Музичка каријера
Ђомла је један од оснивача и чланова алтернативне групе Клика и подгрупе Бекфлеш. Они су креирали свој стил који не може уско да се повеже ни са једним музичким правцем, осим у неким случајевима са хип-хопом. У случају њиховог правца, он је једном изјавио:
„Не могу људи да нас ставе у кутију ниједну и зато им је занимљиво, ми смо категорија за себе. Можда је због тога што нас саме више ради та музика, нама више прија да певамо и лупамо глупости него да репујемо о репу брате, о томе како смо ми добри а ви лоши. И по томе се и разликујемо вероватно.”
Године 2019. са подгрупом Бекфлеш учествује у албуму Браћа.
Био је продуцент Ничкетовог албума Dummy Nicc (2020).
На Божић 2023. године избацио је мини-албум „Планета сурф”. На албуму су, између осталих, и београдски реп састав Прти Бее Гее.